# Campionato europeo dei piccoli stati maschile di pallavolo 2000
Il campionato europeo dei piccoli stati maschile di pallavolo 2000 si è svolto dal 24 al 28 maggio 2000 a La Valletta, a Malta: al torneo hanno partecipato dieci squadre nazionali europee di stati con meno di un milione di abitanti e la vittoria finale è andata per la prima volta a Cipro.

## Regolamento
Le squadre hanno disputato una prima fase a gironi con formula del girone all'italiana; al termine della prima fase:
- Le prime due classificate di ogni girone hanno acceduto alla fase finale per il primo posto strutturata in semifinali, finale per il terzo posto e finale.
- La terza e la quarta classificata di ogni girone hanno acceduto alla fase finale per il quinto posto strutturata in semifinali, finale per il settimo posto e finale per il quinto posto.
- L'ultima classificata di ogni girone ha acceduto alla finale per il nono posto.

## Squadre partecipanti
| Squadra       | Qualificazione      | Ultima partecipazione |
| ------------- | ------------------- | --------------------- |
| Cipro         | -                   | Debutto               |
| Fær Øer       | -                   | Debutto               |
| Galles        | -                   | Debutto               |
| Irlanda       | -                   | Debutto               |
| Islanda       | -                   | Debutto               |
| Liechtenstein | -                   | Debutto               |
| Lussemburgo   | -                   | Debutto               |
| Malta         | Paese organizzatore | Debutto               |
| San Marino    | -                   | Debutto               |
| Scozia        | -                   | Debutto               |

## Torneo

### Fase a gironi
| Girone A      | Girone B   |
| ------------- | ---------- |
| Cipro         | Galles     |
| Irlanda       | Fær Øer    |
| Islanda       | Malta      |
| Liechtenstein | San Marino |
| Lussemburgo   | Scozia     |

#### Girone A

##### Risultati
| 24 maggio 2000 ?, La Valletta Durata: 1h:10 - Spettatori: 60 | Liechtenstein | 0 - 3 | Lussemburgo   | 16-25, 22-25, 22-25        |
| 24 maggio 2000 ?, La Valletta Durata: 1h:06 - Spettatori: 70 | Irlanda       | 0 - 3 | Cipro         | 16-25, 20-25, 8-25         |
| 24 maggio 2000 ?, La Valletta Durata: 1h:35 - Spettatori: 60 | Islanda       | 3 - 1 | Liechtenstein | 25-21, 25-17, 19-25, 25-17 |
| 24 maggio 2000 ?, La Valletta Durata: 1h:03 - Spettatori: 60 | Lussemburgo   | 3 - 0 | Irlanda       | 25-16, 25-19, 25-16        |
| 25 maggio 2000 ?, La Valletta Durata: 1h:15 - Spettatori: 30 | Islanda       | 0 - 3 | Cipro         | 17-25, 20-25, 22-25        |
| 25 maggio 2000 ?, La Valletta Durata: 1h:00 - Spettatori: 60 | Liechtenstein | 3 - 0 | Irlanda       | 25-11, 25-20, 25-17        |
| 25 maggio 2000 ?, La Valletta Durata: 1h:38 - Spettatori: ?  | Cipro         | 3 - 1 | Lussemburgo   | 25-19, 21-25, 25-20, 25-22 |
| 26 maggio 2000 ?, La Valletta Durata: 1h:32 - Spettatori: 30 | Irlanda       | 1 - 3 | Islanda       | 22-25, 8-25, 25-21, 15-25  |
| 26 maggio 2000 ?, La Valletta Durata: 1h:12 - Spettatori: ?  | Cipro         | 3 - 0 | Liechtenstein | 25-18, 25-20, 25-16        |
| 26 maggio 2000 ?, La Valletta Durata: 1h:05 - Spettatori: 70 | Lussemburgo   | 3 - 0 | Islanda       | 25-9, 25-17, 25-22         |

##### Classifica
| Pos | Squadra       | Pt | G | V | P | SV | SP | Ratio  | PF  | PS  | Ratio |
| --- | ------------- | -- | - | - | - | -- | -- | ------ | --- | --- | ----- |
| 1   | Cipro         | 8  | 4 | 4 | 0 | 12 | 1  | 12.000 | 321 | 243 | 1.321 |
| 2   | Lussemburgo   | 7  | 4 | 3 | 1 | 10 | 3  | 3.333  | 311 | 255 | 1.220 |
| 3   | Islanda       | 6  | 4 | 2 | 2 | 6  | 8  | 0.750  | 297 | 300 | 0.990 |
| 4   | Liechtenstein | 5  | 4 | 1 | 3 | 4  | 9  | 0.444  | 269 | 292 | 0.921 |
| 5   | Irlanda       | 4  | 4 | 0 | 4 | 1  | 12 | 0.083  | 213 | 321 | 0.664 |

#### Girone B

##### Risultati
| 24 maggio 2000 ?, La Valletta Durata: 1h:00 - Spettatori: 100 | San Marino | 3 - 0 | Malta      | 25-12, 25-19, 25-14               |
| 24 maggio 2000 ?, La Valletta Durata: 1h:46 - Spettatori: 50  | Fær Øer    | 2 - 3 | Galles     | 20-25, 25-23, 11-25, 25-21, 12-15 |
| 24 maggio 2000 ?, La Valletta Durata: 1h:52 - Spettatori: 60  | Scozia     | 3 - 2 | San Marino | 15-25, 26-24, 25-20, 21-25, 15-13 |
| 24 maggio 2000 ?, La Valletta Durata: 1h:35 - Spettatori: 150 | Malta      | 3 - 1 | Fær Øer    | 25-22, 22-25, 25-20, 25-23        |
| 25 maggio 2000 ?, La Valletta Durata: 1h:00 - Spettatori: 80  | Scozia     | 3 - 0 | Galles     | 25-18, 25-12, 25-22               |
| 25 maggio 2000 ?, La Valletta Durata: 1h:05 - Spettatori: 50  | San Marino | 3 - 0 | Fær Øer    | 25-21, 25-18, 25-17               |
| 25 maggio 2000 ?, La Valletta Durata: 1h:30 - Spettatori: 150 | Galles     | 1 - 3 | Malta      | 22-25, 25-23, 18-25, 23-25        |
| 26 maggio 2000 ?, La Valletta Durata: 1h:05 - Spettatori: 150 | Fær Øer    | 0 - 3 | Scozia     | 20-25, 16-25, 13-25               |
| 26 maggio 2000 ?, La Valletta Durata: 0h:55 - Spettatori: 50  | Galles     | 0 - 3 | San Marino | 13-25, 17-25, 20-25               |
| 26 maggio 2000 ?, La Valletta Durata: 1h:00 - Spettatori: 200 | Malta      | 0 - 3 | Scozia     | 19-25, 21-25, 15-25               |

##### Classifica
| Pos | Squadra    | Pt | G | V | P | SV | SP | Ratio | PF  | PS  | Ratio |
| --- | ---------- | -- | - | - | - | -- | -- | ----- | --- | --- | ----- |
| 1   | Scozia     | 8  | 4 | 4 | 0 | 12 | 2  | 6.000 | 327 | 258 | 1.267 |
| 2   | San Marino | 7  | 4 | 3 | 1 | 11 | 3  | 3.667 | 332 | 253 | 1.312 |
| 3   | Malta      | 6  | 4 | 2 | 2 | 6  | 8  | 0.750 | 295 | 328 | 0.899 |
| 4   | Galles     | 5  | 4 | 1 | 3 | 4  | 11 | 0.364 | 294 | 341 | 0.862 |
| 5   | Fær Øer    | 4  | 4 | 0 | 4 | 3  | 12 | 0.250 | 288 | 356 | 0.809 |

### Fase finale

#### Finali 1º e 3º posto
|  | Semifinali  | Semifinali  | Semifinali |       |        | Finale 1º/2º posto | Finale 1º/2º posto | Finale 1º/2º posto |  |
|  |             |             |            |       |        |                    |                    |                    |  |
|  | Lussemburgo | Lussemburgo | 0          |       |        |                    |                    |                    |  |
|  | Lussemburgo | Lussemburgo | 0          |       |        |                    |                    |                    |  |
|  | Scozia      | Scozia      | 3          |       |        |                    |                    |                    |  |
|  | Scozia      | Scozia      | 3          |       | Scozia | Scozia             | 0                  |                    |  |
|  |             |             |            |       | Scozia | Scozia             | 0                  |                    |  |
|  |             |             | Cipro      | Cipro | 3      |                    |                    |                    |  |
|  | San Marino  | San Marino  | Cipro      | Cipro | 3      | 1                  |                    |                    |  |
|  | San Marino  | San Marino  |            |       |        | 1                  |                    |                    |  |
|  | Cipro       | Cipro       | 3          |       |        | Finale 3º/4º posto | Finale 3º/4º posto | Finale 3º/4º posto |  |
|  | Cipro       | Cipro       | 3          |       |        |                    |                    |                    |  |
|  |             |             |            |       |        |                    |                    |                    |  |
|  |             |             |            |       |        | Lussemburgo        | Lussemburgo        | 3                  |  |
|  |             |             |            |       |        | Lussemburgo        | Lussemburgo        | 3                  |  |
|  |             |             |            |       |        | San Marino         | San Marino         | 2                  |  |

##### Semifinali
| 27 maggio 2000 ?, La Valletta Durata: 1h:16 - Spettatori: 80 | Lussemburgo | 0 - 3 | Scozia | 23-25, 28-30, 22-25        |
| 27 maggio 2000 ?, La Valletta Durata: 1h:40 - Spettatori: 70 | San Marino  | 1 - 3 | Cipro  | 25-17, 25-27, 24-26, 16-25 |

##### Finale 3º posto
| 28 maggio 2000 ?, La Valletta Durata: 1h:54 - Spettatori: 120 | Lussemburgo | 3 - 2 | San Marino | 20-25, 25-23, 26-24, 18-25, 15-13 |

##### Finale
| 28 maggio 2000 ?, La Valletta Durata: 1h:10 - Spettatori: 550 | Scozia | 0 - 3 | Cipro | 20-25, 19-25, 14-25 |

#### Finali 5º e 7º posto
|  | Semifinali    | Semifinali    | Semifinali |         |               | Finale 5º/6º posto | Finale 5º/6º posto | Finale 5º/6º posto |  |
|  |               |               |            |         |               |                    |                    |                    |  |
|  | Liechtenstein | Liechtenstein | 3          |         |               |                    |                    |                    |  |
|  | Liechtenstein | Liechtenstein | 3          |         |               |                    |                    |                    |  |
|  | Malta         | Malta         | 2          |         |               |                    |                    |                    |  |
|  | Malta         | Malta         | 2          |         | Liechtenstein | Liechtenstein      | 1                  |                    |  |
|  |               |               |            |         | Liechtenstein | Liechtenstein      | 1                  |                    |  |
|  |               |               | Islanda    | Islanda | 3             |                    |                    |                    |  |
|  | Galles        | Galles        | Islanda    | Islanda | 3             | 2                  |                    |                    |  |
|  | Galles        | Galles        |            |         |               | 2                  |                    |                    |  |
|  | Islanda       | Islanda       | 3          |         |               | Finale 7º/8º posto | Finale 7º/8º posto | Finale 7º/8º posto |  |
|  | Islanda       | Islanda       | 3          |         |               |                    |                    |                    |  |
|  |               |               |            |         |               |                    |                    |                    |  |
|  |               |               |            |         |               | Malta              | Malta              | 3                  |  |
|  |               |               |            |         |               | Malta              | Malta              | 3                  |  |
|  |               |               |            |         |               | Galles             | Galles             | 1                  |  |

##### Semifinali
| 27 maggio 2000 ?, La Valletta Durata: 2h:05 - Spettatori: 250 | Liechtenstein | 3 - 2 | Malta   | 27-25, 25-20, 22-25, 22-25, 15-12 |
| 27 maggio 2000 ?, La Valletta Durata: 1h:57 - Spettatori: 75  | Galles        | 2 - 3 | Islanda | 17-25, 25-19, 23-25, 26-24, 13-15 |

##### Finale 7º posto
| 28 maggio 2000 ?, La Valletta Durata: 1h:24 - Spettatori: 150 | Malta | 3 - 1 | Galles | 25-11, 20-25, 25-19, 25-19 |

##### Finale 5º posto
| 28 maggio 2000 ?, La Valletta Durata: 1h:41 - Spettatori: 70 | Liechtenstein | 1 - 3 | Islanda | 20-25, 25-22, 22-25, 21-25 |

#### Finale 9º posto
| 27 maggio 2000 ?, La Valletta Durata: 1h:08 - Spettatori: 80 | Irlanda | 0 - 3 | Fær Øer | 19-25, 18-25, 20-25 |

## Podio

### Campione
Formazione: 1 Nikos Christou, 2 Chrysostomos Chrysostomidis, 3 Marios Chrysostomou, 4 Panagiotis Eracleous, 5 Constantinos Faoutas, 6 Michalis Fotiou, 7 Marios Kontos, 8 Marios Mantzialos, 9 Stylianos Masias, 10 Savvas Polycarpou, 11 Ioannis Siapanis, 12 Christos Spirou, CT: -

### Secondo posto
Formazione: 1 David Craig, 2 Stuart Edgar, 3 Iain Grubb, 4 David Gunn, 5 Robert Jackson, 6 Stephen Linton, 7 Simon Loftus, 8 Geoffrey Marshall, 9 Archie McGougan, 10 Gary McGuire, 11 Kenneth Milne, 12 Gordon Welsh, CT: -

### Terzo posto
Formazione: 1 Dimitry Bossi, 2 Jean-Luc Engler, 3 Stéphane Jacquin, 4 Serge Karier, 5 Marko Katanić, 6 Laurent Kruchten, 7 Maciek Majchrzak, 8 Paul Manderscheid, 9 Bob Peters, 10 Christian Schanet, 11 Massimo Tarantini, CT: -

## Classifica finale
| Pos | Squadra       |
| --- | ------------- |
|     | Cipro         |
|     | Scozia        |
|     | Lussemburgo   |
| 4   | San Marino    |
| 5   | Islanda       |
| 6   | Liechtenstein |
| 7   | Malta         |
| 8   | Galles        |
| 9   | Fær Øer       |
| 10  | Irlanda       |